# Secretaria de Assuntos Estratégicos
| Secretaria de Assuntos Estratégicos SAE/PR |                            |
| Esplanada dos Ministérios, Bloco O         |                            |
| Criação                                    | 23 de julho de 2008        |
| Atual ministro                             | Flávio Augusto Viana Rocha |
| Orçamento                                  | R$ 342,4 milhões (2015)    |

A Secretaria de Assuntos Estratégicos (SAE/PR) é um órgão do Executivo Federal com status de ministério. Criada em 23 de julho de 2008 pela lei 11.754. Entre 2007 e 2015, formulava políticas públicas de longo prazo voltadas ao desenvolvimento econômico e social do Brasil.
Foi extinta na reforma ministerial de 2 de outubro de 2015 e recriada como secretaria ligada à Presidência da República por medida provisória em 3 de fevereiro de 2017. Hussein Kalout foi nomeado como secretário-especial da pasta no dia 15 de fevereiro do mesmo ano.

## Atribuições
Como atribuições estão:
- Planejamento nacional de longo prazo
- Discussão das opções estratégicas do país, considerando a situação presente e as possibilidades do futuro
- Articulação com o governo e a sociedade para formular a estratégica nacional e desenvolvimento de longo prazo

Segundo o ex-ministro Moreira Franco, a SAE contribui para formular diagnósticos, orientações e caminhos para os diversos órgãos do Governo, ajudando no esforço de alcançar os objetivos de melhorar a vida das pessoas e democratizar as oportunidades.

## Estrutura
Para realizar seu trabalho, a Secretaria é organizada em duas Subsecretarias: Desenvolvimento Sustentável e de Ações Estratégicas – além de quatro assessorias: Comunicação Social, Defesa, Internacional e Parlamentar. Também fazem parte da estrutura organizacional da SAE a Secretaria do Conselho de Desenvolvimento Econômico e Social e, como entidade vinculada, a Fundação Instituto de Pesquisa Econômica Aplicada - IPEA.
A Subsecretaria de Desenvolvimento Sustentável (SSDS) é um órgão da Secretaria de Assuntos Estratégicos (SAE), criado em julho de 2008 por meio do Decreto nº 6.517, do então Presidente da República Luiz Inácio Lula da Silva. A SSDS tem como principais objetivos estimular a discussão com a sociedade brasileira sobre a Amazônia e sobre o desenvolvimento sustentável do país como um todo.
São também finalidades da Subsecretaria:
- promover parcerias com órgãos e entidades nacionais e estrangeiras que contribuam para a elaboração de iniciativas de desenvolvimento sustentável;
- articular, junto aos entes federativos, políticas públicas para o desenvolvimento sustentável[10]; e
- coordenar as ações da Secretaria de Assuntos Estratégicos no âmbito da Comissão Gestora do Plano Amazônia Sustentável (CGPAS).[carece de fontes?]

Atualmente está organizada em duas diretorias:
- Diretoria de Amazônia;
- Diretoria de Desenvolvimento Sustentável.

A Subsecretaria de Ações Estratégicas (SSAE) é um órgão da Secretaria de Assuntos Estratégicos (SAE), criado em julho de 2008 por meio do Decreto nº 6.517, do então Presidente da República Luiz Inácio Lula da Silva. A SSAE tem como principal objetivo propor, em articulação com os órgãos e entidades da administração pública federal, a elaboração de ações e projetos estratégicos de longo prazo.
São também finalidades da Subsecretaria:
-Consolidar os projetos de longo prazo para a formulação de uma estratégia nacional;
-Promover estudos comparados de desafios e projetos nacionais, bem como com os de outros países;
-Estabelecer parcerias com entidades e órgãos técnicos congêneres; e
-Promover e coordenar a atividade de pesquisa e análise necessárias à formulação de políticas de longo prazo;
Para realizar suas atividades, a Subsecretaria é composta de duas diretorias:
-Diretoria de Oportunidades Econômicas e Educacionais
-Diretoria de Estado e Sociedade
O Conselho Nacional de Desenvolvimento Econômico e Social (CDES) é um órgão consultivo da Presidência da República que tem como principal desafio estabelecer a interlocução entre o governo e a sociedade para discutir políticas públicas e propor medidas para o crescimento do País. É composto por 90 conselheiros, entre empresários, sindicalistas, intelectuais e representantes da sociedade civil. O Conselho é presidido pelo Presidente brasileiro.
Portaria publicada no Diário Oficial da União do dia 26 de abril de 2011 transferiu o chamado Conselhão da Secretaria de Relações Institucionais (CDES) para a Secretaria de Assuntos Estratégicos (SAE), ambas da Presidência da República.
A presidente Dilma Rousseff assumiu ainda o compromisso de convocar todos os ministros de seu governo para debaterem proposições e políticas importantes com o CDES.
A Secretaria do Conselho de Desenvolvimento Econômico e Social tem como objetivo coordenar e supervisionar a participação do Conselho de Desenvolvimento Econômico e Social junto a entidades e organismos nacionais e internacionais;
O
Conselho de Desenvolvimento Econômico e Social (CDES) passou a integrar, a
partir de 11 de dezembro de 2013, a estrutura da Casa Civil da Presidência da República. Decreto nº 8151, de 11 de dezembro de 2013 , transferiu a
Secretaria do Conselho de Desenvolvimento Econômico e Social da Secretaria de
Assuntos Estratégicos da Presidência da República para a Casa Civil da
Presidência da República e altera a Estrutura Regimental e o Quadro
Demonstrativo dos Cargos em Comissão e das Funções Gratificadas da Secretaria
de Assuntos Estratégicos da Presidência da República e da Casa Civil da
Presidência da República.
Tem como finalidades, ainda:
- assessorar e assistir ao Ministro de Estado em seu relacionamento com os órgãos da administração pública, com entidades  e  organizações da sociedade civil, nos temas  afetos  ao Conselho de Desenvolvimento Econômico e Social;
- acompanhar o andamento dos projetos de interesse do Conselho de Desenvolvimento Econômico e Social em tramitação no Congresso Nacional;
- assistir aos membros do Conselho de Desenvolvimento Econômico e Social na formulação de atividades e projetos, prestando o apoio logístico e os meios necessários à execução dos trabalhos desenvolvidos;
- promover a elaboração e consolidação dos planos e programas das atividades de sua área de competência e submetê-los à decisão superior;
- subsidiar o Conselho de Desenvolvimento Econômico e Social com informações e estudos específicos que possibilitem a formulação consensual de indicações normativas, propostas de políticas e acordos de procedimento relacionados às políticas governamentais[15];
- elaborar estudos avaliativos das políticas governamentais e da conjuntura com base em indicadores de desenvolvimento econômico e social;
- coordenar, promover e compatibilizar estudos  para subsidiar a formulação de políticas e diretrizes específicas, voltadas ao desenvolvimento econômico e social; e
- desenvolver métodos e técnicas de diálogo social com o objetivo de  apoiar as atividades do Conselho de Desenvolvimento Econômico e Social.

Entidade Vinculada
A Fundação Instituto de Pesquisa Econômica Aplicada – IPEA é uma fundação pública federal vinculada à Secretaria de Assuntos Estratégicos. Suas atividades de pesquisa fornecem suporte técnico e institucional às ações governamentais para formular políticas públicas e programas de desenvolvimento brasileiros.
Assessorias
Comunicação Social
A Assessoria de Comunicação Social é responsável pela divulgação da imagem, da missão, das ações e objetivos da Secretaria de Assuntos Estratégicos (SAE). Tem o papel de assessorar na discussão entre especialistas, gestores públicos e cidadãos, que podem comentar e debater, pela internet, os working papers produzidos pela SAE sobre temas estratégicos para o país. A ASCOM está estruturada em duas  áreas de atuação: Imprensa e Comunicação Digital.  A imprensa produz conteúdo a fim de informar o cidadão sobre as políticas públicas formuladas pela Secretaria e os resultados alcançados. A área de comunicação digital é responsável por promover as ações e trabalhos da SAE online, além de buscar os usuários interessados em seus temas de atuação, com objetivo de estimulá-los a interagir com o conteúdo da Secretaria. A SAE oferece uma série de ferramentas de interatividade com funcionalidades que facilitam a interação, a divulgação e o compartilhamento de informações sobre as ações e os trabalhos desenvolvidos, por meio das redes sociais.
Defesa
A Assessoria de Defesa da Secretaria de Assuntos Estratégicos tem por missão assessorar o Ministro de Assuntos Estratégicos em temas relativos à Defesa Nacional, bem como formular propostas de políticas públicas e articular, com instituições de governo e sociedade, estratégias para o setor, buscando construir sinergias, especialmente nas áreas de indústria de defesa e nos campos nuclear, cibernético e espacial. Atua, entre outros, na interlocução permanente com o Ministério da Defesa e com as Forças Armadas, além de outros órgãos relacionados; na articulação de acordos de cooperação e oportunidades de negócio de interesse para a Defesa Nacional; na elaboração de estudos e diagnósticos setoriais para embasar a formulação de políticas públicas em temas estratégicos; no fomento de atividades acadêmicas ligadas à Defesa; na organização de eventos destinados a divulgar e debater com a sociedade assuntos de interesse estratégico para o País; na organização de publicações de interesse para a Defesa; e no acompanhamento de fóruns internacionais de discussão de assuntos correlatos a Defesa.
Internacional
A Assessoria Internacional tem como atribuição assessorar, diretamente, o Ministro de Estado Chefe da Secretaria de Assuntos Estratégicos, e os demais órgãos da instituição quanto às ações e à cooperação internacionais desempenhadas pela Secretaria. Constitui o ponto focal, na SAE, do Ministério das Relações Exteriores, governos estrangeiros, organismos multilaterais e instituições da sociedade civil internacional. É responsável pela criação de agenda de trabalho internacional, e pelo planejamento, prospecção, negociação e elaboração de atos internacionais da SAE. Além disso, deve  acompanhar e apoiar a implementação pelas áreas competentes de instrumentos originados da celebração de acordos. Adicionalmente, a Assessoria Internacional contribui para a formulação das políticas de longo prazo do Governo Federal sob responsabilidade da SAE. Por fim, em parceria com a Assessoria de Comunicação Social, deve disseminar as ações internacionais desenvolvidas pela Secretaria.
Parlamentar
A Assessoria Parlamentar tem por missão assessorar o ministro nos contatos com o Congresso Nacional. As atribuições desta assessoria, que também é uma assessoria federativa, vão desde tomar parte das reuniões da subchefia parlamentar e da subchefia de assuntos federativos, ambas da Presidência da República, a acompanhar as reuniões das Comissões e Plenárias da Câmara e do Senado Federal. Busca-se alcançar todos os estados, por meio do relacionamento dentro do Congresso, para que todos possam ser beneficiados.

## Áreas de atuação
Os pontos básicos de atuação da SAE são a nova classe média; erradicação da pobreza; o desenvolvimento pleno na primeira infância (até 3 anos); oportunidades para a juventude; a integração social, espacial e simbólica das favelas nas grandes cidades do país; Defesa e Segurança Nacional; Plano Nacional de Resíduos Sólidos; Modelagem Institucional para Florestas Plantadas no Brasil; Difusão da agricultura irrigada no Brasil; Sistema de informações para o planejamento e gestão dos usos agropecuários do território brasileiro;e Energias Renováveis: desafios em pesquisa, desenvolvimento e inovação.
Nova classe média
A Nova Classe Média, grupo que atualmente representa 53,9% da população brasileira, e tem um potencial de consumo da ordem de R$ 1 trilhão, vem se tornando foco de atenção governamental. As políticas da Secretaria de Assuntos Estratégicos visam garantir as condições de consumo e renda para essa classe, cuja renda mensal familiar está entre R$ 1 mil e R$ 4 mil. Para o ministro Moreira Franco, “não há economia rica, forte, grande, se não tem uma classe média que dê estabilidade política e econômica ao sistema.” A entrada de 30 milhões de pessoas na classe C ocorrida na última década é a prova de que é possível conciliar crescimento econômico com distribuição de renda. Para garantir a continuidade da ascensão social desse grupo, de acordo com o ministro, é necessário consolidar no Brasil a meritocracia como valor, a fim de garantir a democratização de oportunidades.
Erradicação da pobreza
Entre 2003 e 2009 a extrema pobreza foi reduzida a menos da metade. Enquanto em 2003 17,5% da população vivia abaixo da linha de extrema pobreza, em 2009 apenas 8,4% continuava vivendo nesta situação.  Para continuar na batalha na diminuição da miséria, a proposta da SAE é avançar de modo a tornar a utilização dos programas, serviços e oportunidades disponíveis mais eficazes no combate à extrema pobreza via: uma maior integração das ações, maior grau de focalização, maior grau de cobertura, utilização e adequação dos serviços, maior pró-atividade e protagonismo e informação sobre a disponibilidade e eficácia dos serviços.
Integração social, espacial e simbólica das favelas
A SAE estuda e desenvolve políticas públicas para melhorar o ambiente das comunidades e favelas. Um dos grandes desafios para as cidades brasileiras é sua plena integração socioespacial, ou seja entre as pessoas das favelas e a sociedade. Hoje a integração social, física e simbólica destas comunidades ao restante da cidade constitui um claro anseio de toda a população, seja a que vive nestas comunidades, seja a que vive fora delas. Busca-se, nessa área, identificar, detalhar e avaliar as vantagens e desvantagens de um leque de políticas públicas que poderiam ser eficazes na busca da integração espacial, social e simbólica entre favelas e asfalto nas grandes cidades brasileiras.
Juventude
Ao longo da última década, a juventude foi um dos grupos para o qual a eficácia das políticas públicas foi mais limitada. Nessa área, a Secretaria de Assuntos Estratégicos (SAE) pretende identificar os pontos fortes dos programas e ações em curso, suas debilidades e, principalmente, as áreas em que seria necessário reforçá-lo. O objetivo é desenvolver uma proposta para um programa de atenção integral à juventude que contemple a expansão das oportunidades tanto para adquirir habilidades quanto para utilizá-las produtivamente, com a incorporação de valores que assegurem uma transição produtiva para a vida adulta.
Primeira infância
Formular uma proposta de política que garanta o desenvolvimento integral da primeira infância no Brasil é uma das prioridades da SAE. A diversidade de necessidades durante a infância demanda um tratamento multissetorial, que integre ações das áreas de saúde, educação e assistência social. Como em nenhuma outra fase o desenvolvimento é tão dependente da família quanto na primeira infância, as políticas públicas para este grupo requerem necessariamente ações voltadas para informar as famílias sobre como monitorar e estimular o desenvolvimento de seus filhos. Além disso, é preciso garantir que as famílias tenham os recursos necessários para promover o desenvolvimento adequado de seus filhos.
Dentro desse eixo temático, a SAE estimula o debate público sobre o assunto e desenvolve uma proposta para a criação no Brasil de um programa nacional de atenção integral à primeira infância. Em um projeto piloto, a Secretaria, em parceria com a prefeitura do Rio de Janeiro, avaliou o nível de desenvolvimento de 46 mil crianças matriculadas em 462 creches municipais e conveniadas do município. O estudo revelou que 74% das crianças avaliadas alcançaram o nível de desenvolvimento desejável para a idade delas. A experiência no Rio de Janeiro servirá de subsídio para a formulação da proposta de política nacional que deverá respeitar os princípios de unicidade da criança, integração das ações voltadas para a infância, assim como a importância primordial da família, com prioridade para os mais vulneráveis.
Com enfoque na consolidação de ações setoriais nas áreas de saúde, assistência social e educação, o governo federal realizou o Seminário Cidadão do Futuro – Políticas para o Desenvolvimento na Primeira Infância, nos dias 26 e 27 de outubro, em Brasília.
No evento, foram apresentados os mais recentes estudos sobre a primeira infância e a situação da criança no Brasil. A SAE disponibilizou vídeos, fotos e apresentações do Seminário.
Defesa e Segurança Nacional
Formula propostas de políticas públicas e articula, com instituições de governo e sociedade, estratégias para o setor de Defesa Nacional, buscando um esforço conjunto, especialmente nas áreas de indústria de defesa e nos campos nuclear, cibernético e espacial.
Plano Nacional de Resíduos Sólidos – O plano tem por objetivo a elaboração de estudos e propostas de medidas visando a implementação dos instrumentos e efetivação dos objetivos da Política Nacional de Resíduos Sólidos, instituída pela Lei nº 12.305/2010
Modelagem Institucional para Florestas Plantadas no Brasil
Com vistas ao fortalecimento do setor no cenário socioeconômico brasileiro, serão elaboradas propostas de modelagem institucional para as políticas de estímulos às florestas plantadas.[carece de fontes?] Dentre os  propostas a serem desenvolvidas no âmbito deste projeto, destacam-se o estudo comparativo internacional, que trata em particular das questões pertinentes à regulamentação da propriedade estrangeira das áreas de florestas; a discussão por especialistas, gestores públicos  e representantes do setor privado sobre temas relacionados a agricultura e florestas plantadas, além de proposta para subsidiar a SAE na  elaboração de documentos para aprimorar o modelo institucional de políticas de florestas plantadas no Brasil, abordando aspectos como: crédito/financiamento; regulamentação ambiental; tratamento tributário; acesso à informação; tecnologias  de plantio e dos produtos florestais derivados; e questões legais relacionadas à propriedade fundiária.
Sistema de informações para o planejamento e gestão dos usos agropecuários do território brasileiro
Esse sistema tem por objetivo subsidiar tecnicamente os estudos e análises sobre convergência tecnológica na pecuária, difusão da irrigação na agricultura, expansão de floresta plantadas e utilização de biocombustíveis de lenha. Ele conterá modelos espaciais e georreferenciados sobre os determinantes dos usos agropecuários da terra, bem como bases de dados georreferenciadas sobre os mais diversos temas geoecológicos e sócio-econômicos.
Energias Renováveis: desafios em pesquisa, desenvolvimento e inovação
Estudos baseados no método de "espaço de produtos" são sugeridos para subsidiar a Política de Desenvolvimento Competitivo do MDIC com ferramenta de diagnóstico de gargalos ao desenvolvimento de vantagem comparativa em setores industriais nos quais o Brasil possui potencial produtivo significativo. Trabalhos serão realizados, ainda, para mapear a fronteira tecnológica brasileira, tendo em vista a conexão entre a produção científica e de pesquisa aplicada realizada no Brasil, e a sua utilização no setor produtivo.

## Ministros
| Nº | Ministro                          | Início                  | Fim                    | Presidente                |
| -- | --------------------------------- | ----------------------- | ---------------------- | ------------------------- |
| 1  | Roberto Mangabeira Unger          | 18 de junho de 2007     | 30 de junho de 2009    | Luiz Inácio Lula da Silva |
| —  | Daniel Barcelos Vargas (interino) | 30 de junho de 2009     | 20 de outubro de 2009  | Luiz Inácio Lula da Silva |
| 2  | Samuel Pinheiro Guimarães Neto    | 20 de outubro de 2009   | 31 de dezembro de 2010 | Luiz Inácio Lula da Silva |
| 3  | Moreira Franco                    | 1 de janeiro de 2011    | 15 de março de 2013    | Dilma Rousseff            |
| 4  | Marcelo Neri                      | 22 de março de 2013     | 5 de fevereiro de 2015 | Dilma Rousseff            |
| 5  | Roberto Mangabeira Unger          | 5 de fevereiro de 2015  | 14 de setembro de 2015 | Dilma Rousseff            |
| —  | Vitor Pinto Chaves (interino)     | 14 de setembro de 2015  | 2 de outubro de 2015   | Dilma Rousseff            |
| 6  | Hussein Ali Kalout                | 15 de fevereiro de 2017 |                        | Michel Temer              |